# Arganona weddase
Arganona weddase (Harfe des Lobpreises) auch Arganona dengel (Harfe der Jungfrau) ist ein äthiopisches Marienoffizium, das der Armenier Abba Giyorgis um 1440 im Auftrag des Kaisers Zara Yaqob verfasste. Der Text ist in sieben Lektionen für sieben Wochentage gegliedert. Die Quellen sind biblische Schriften und einige Apokryphen. Es ist gekennzeichnet durch einen sorgfältigen Stil, gute Sprache und poetische Ideen und wird als eines der bedeutendsten eigenständigen Werke der äthiopischen Literatur angesehen.